# José da Cunha Lustosa
José da Cunha Lustosa, primeiro e único Barão de Paraim (Nossa Senhora do Livramento de Paranaguá, c. 1813 — Nossa Senhora do Livramento de Parnaguá, c. 2 de junho de 1888); foi grande proprietário rural e político brasileiro. Era irmão do Barão de Santa Filomena, José Lustosa da Cunha, e do segundo Marquês de Parnaguá, João Lustosa da Cunha Paranaguá.
Casou-se duas vezes: primeiro com Maria Rita do Amaral, com a qual teve vários filhos (com destaque a Afonso da Cunha Lustosa, que estudou no Recife e casou-se com Dona Carlota de Souza Leão, de importante família pernambucana). Algum tempo depois da morte de sua primeira esposa, o Barão constituiu matrimônio com Ignácia da Conceição Nogueira, da tradicional família Nogueira do Extremo Sul do Piauí, mas não deixou descendentes em seu segundo casamento.
Seu título faz referência ao rio Paraim que desemboca na bela lagoa de Parnaguá, ao Sul do Piauí.
No túmulo do Barão, redescoberto em 2007, na Fazenda Brejo do Mocambo em Parnaguá, Piauí; encontrou-se os seguintes escritos, em alto e baixo relevo: "A memória do Barão de Paraim. Coronel José da Cunha Lustosa, falecido em 2 de Junho de 1888, com 75 anos. Tributo de Amor filial. Requiescat in pace”.
Requiescat in pace", epitáfio latino que significa "Descanse em paz"

## Descendentes
José da Cunha Lustosa teve seis filhos com sua esposa Maria Rita Lustosa do Amaral, a saber: Afonso da Cunha Lustosa; Brasília da Cunha Lustosa; Carlos da Cunha Lustosa; Fábio da Cunha Lustosa; Helena da Cunha Lustosa e Josefa da Cunha Lustosa.